# Схолл, Эдди
Эдди Схолл (нидерл. Eddie Scholl; род. 17 октября 1944, Леуварден) — нидерландский шахматист.
Чемпион Нидерландов (1970). В составе национальной сборной участник 19-й Олимпиады (1970) в Зигене.

## Изменения рейтинга
| Графики недоступны из-за технических проблем. См. информацию на Фабрикаторе и на mediawiki.org. |